# وسام معهد البحوث الصناعية
وسام معهد البحوث الصناعية هي جائزة أنشأت من قِبل معهد البحوث الصناعية ‏ في عام 1946، ويتم منحها للشخصيات القيادية والابتكارية في مجال التكنولوجيا التي ساهمت بشكل كبير في تطوير الصناعة بما يعود بالنفع على المجتمع، وتقدم هذه الجائزة عادةً كل ربيع في اجتماع المعهد السنوي.

## قائمة الحائزين على وسام معهد البحوث الصناعية
- 1946 - ويليس رودني ويتني (جنرال إلكتريك)
- 1947 - تشارلز ألين توماس (مونسانتو)
- 1948 - قيمز سليتر  [لغات أخرى]‏ (أوينز كورنينغ  [لغات أخرى]‏)
- 1949 - فانيفار بوش (مكتب البحث العلمي والتنمية)
- 1950 - فرانك جويت (مختبرات بل)
- 1951 - راندولف ميجر (ميرك آند كو)
- 1952 - روي نيوتن  [لغات أخرى]‏ (سويفت أند كومباني)
- 1953 - إيقر فوغان ميرفي  [لغات أخرى]‏ (ستاندرد أويل)
- 1954 - ميرفن كيلي (مختبرات بل)
- 1955 - أرنست هنري فولوالير  [لغات أخرى]‏ (مختبرات أبوت)
- 1956 - فيكتور كانكوست (أرمور أند كومبني  [لغات أخرى]‏)
- 1957 - كليفورد راسوايرل (جونز مانفيل  [لغات أخرى]‏)
- 1958 - إلمر انجستروم (هيئة الإذاعة الأمريكية)
- 1959 - فرانك شونفيلد (بي اف قوودريتش  [لغات أخرى]‏)
- 1960 - أوغسطس براون كينزل  [لغات أخرى]‏ (يونيون كاربايد)
- 1961 - ماكس تيشلر (ميرك)
- 1962 - تشاني جاي سوتس (جنرال إلكتريك)
- 1963 - جيمس فيسك (مختبرات بل)
- 1964 - راي باوندي (داو للكيماويات)
- 1965 - إدوين لاند (بولرايد)